# Baarhuis (Heesch)
Het baarhuis op de rooms-katholieke begraafplaats in de Nederlandse plaats Heesch is een rijksmonument.

## Beschrijving
Het baarhuis is in 1865 gebouwd naar ontwerp van Carl Weber en werd geplaatst op de rooms-katholieke begraafplaats achter de voormalige Peter-Bandenkerk in Heesch, die in dezelfde periode is gebouwd. Het bouwwerk heeft een rechthoekig grondvlak, met op elk hoekpunt een steunbeer, en is in neogotische stijl opgetrokken. In de noordelijke wand is een nis geplaatst met daarin een crucifix met daarboven geschreven: Missie 1875. Naast het crucifix zijn later beelden toegevoegd van Petrus en Paulus. In het metselwerk zijn lichtgele bakstenen aangebracht in kruisvorm. In het achterste gedeelte van het baarhuis bevindt zich een kleine opslagruimte die aan de zuidzijde wordt ontsloten. 
Het baarhuis was vroeger eindpunt van diverse processies, waarbij voor het baarhuis missen werden opgedragen.